# Leopoldów (Józefków)
Leopoldów – część wsi Józefków w Polsce położona w województwie mazowieckim, w powiecie gostynińskim, w gminie Szczawin Kościelny.
W latach 1975–1998 Leopoldów należał administracyjnie do województwa płockiego.